# ロベルト・カルロス
ロベルト・カルロス・ダ・シウバ・ローシャ（Roberto Carlos da Silva Rocha, 1973年4月10日 - ）は、ブラジル・サンパウロ州出身の元サッカー選手、サッカー指導者。元ブラジル代表。現役時代のポジションはディフェンダー（左サイドバック）、ミッドフィールダー（左ウイングバック）。
現役時代は世界最高の左サイドバックと各国のジャーナリストや、選手たちに賞賛される と共に歴代最高の左サイドバックと評される1人であり、果敢な攻撃参加によりサイドバックの概念を変えた選手。1996年から2007年までスペイン1部リーグのレアル・マドリードに所属し、「銀河系軍団」と称されるスタープレーヤー軍団の一員として、黄金期を支えた。その強力なキックは悪魔の左足と呼ばれる。日本ではロベカルの愛称で親しまれている。

## 経歴

### クラブ経歴
3人の姉を持つ末っ子として出生し、幼少期から父と共に働き貧しい家庭を支えた。自宅から20kmの距離にある繊維工場まで通うバス代が払えなかったため、いつも走って通っていた。また、少年時代は家から学校までの距離が十数キロあったが、毎日走って通学していた。このような環境であったため、13歳までサッカーボールを蹴ったことすらなかった。
地元のクラブであるウニオン・サンジョアンでキャリアをスタートさせ、1993年にパルメイラスへ移籍。直ちに頭角を現しジーニョやエバイールらと共に1993年、1994年のブラジル全国選手権連覇に貢献した。
1995年の夏にイタリアのインテルへ移籍。開幕のヴィチェンツァ戦でいきなり直接FKをたたき込み、リーグ2節のパルマ戦でも浮き球で得点を決めるなど、個人とては好スタートを切ったが、監督がビアンキからロイ・ホジソンに代わると、本来の左サイドバックではなく、左サイドの中盤で起用され、持ち味を出せずに終わった。チームはリーグ7位に終わり、ホジソンは来期から左サイドの中盤にアレッサンドロ・ピストーネを起用することを決めたため、放出されることとなった。
イタリアサッカーに順応できなかったロベルト・カルロスに対し、スペイン1部リーグレアル・マドリードのファビオ・カペッロ監督が獲得を試み、レアル・マドリードに加入するように説得を行った。1996-97シーズンから、スペインのレアル・マドリードへ移籍。その際の移籍金はわずか360万ユーロであった。11シーズン在籍し、通算512試合出場65得点を記録、リーグ通算370試合出場46得点を左サイドバックのポジションで記録した。
UEFAチャンピオンズリーグ 1997-98決勝では、ミヤトビッチの決勝点に繋がる高速クロスを入れるなど優勝に貢献、UEFAチャンピオンズリーグ 2001-02、バイエル・レバークーゼン戦においては、決勝点となるジネディーヌ・ジダンのボレーシュートをアシストした。
2003年にフェルナンド・イエロ、クロード・マケレレという守備的な選手が移籍し、攻守のバランスが崩壊してからは彼の評価は無難なものになったが、それでも攻撃面では高いパフォーマンスを維持し続けた。2005年、ブラジル人FWロビーニョの入団後はクラブのEU外国籍の選手枠を空ける為にスペイン国籍を取得した。更にアルフレッド・ディ・ステファノを抜いてレアル・マドリードで最も多くの試合に出場した外国人選手となった。

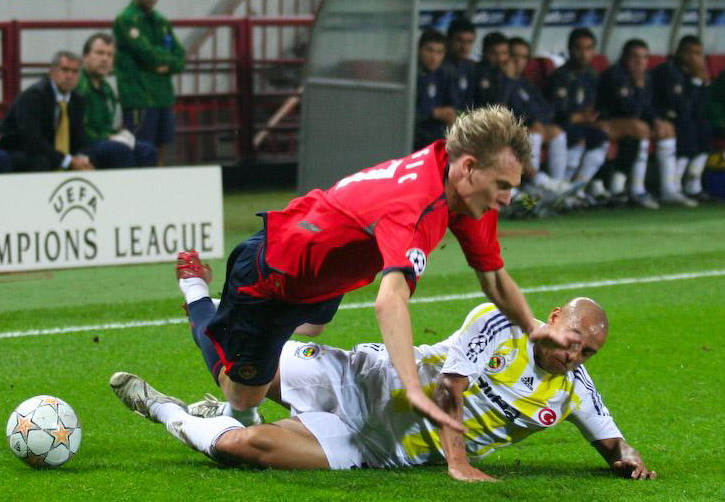
フェネルバフチェ時代のロベルト・カルロス

2006年のドイツ・ワールドカップ終了後にブラジル代表を引退。以降はクラブチームでの活動に専念している。2007年冬の移籍市場でマルセロ、同夏の移籍市場でガブリエル・エインセ、ロイストン・ドレンテと左サイドバックでプレーできる選手が加入。入れ替わるように2007-08シーズンからは同郷のジーコが監督を務めていたトルコのフェネルバフチェへ移籍し2年契約を結んだ。フェネルバフチェでの初試合でベシクタシュを下し、トルコスーパーカップを獲得した。2007-08シーズン終盤で怪我をしてしまい、フェネルバフチェは、ガラタサライとの優勝争いから脱落してしまう。
2010年1月、ブラジルのコリンチャンスへ移籍し2年契約を結び、ブラジル代表やレアル・マドリードで共にプレーしたロナウドとチームメイトとなった。
2011年2月にコリンチャンスとの契約を解除し、ロシアのアンジ・マハチカラに移籍した（2年半契約、年俸500万～650万ユーロ）。守備的MFでのポジションでプレーし、3月8日以降はキャプテンも任された。2011年9月、所属するFCアンジ・マハチカラの監督解任に伴い、選手兼任コーチに就任。2012年、現役引退を表明した。

### 代表経歴
ブラジル代表には1992年2月26日に行われたアメリカ合衆国代表との国際親善試合でデビューして以来、125試合出場24得点を記録した。また、ブラジル五輪代表として1996年のアトランタオリンピックにも出場して銅メダル獲得に貢献。日本においてマイアミの奇跡と呼ばれている試合にもスターティングメンバーとして出場していた。

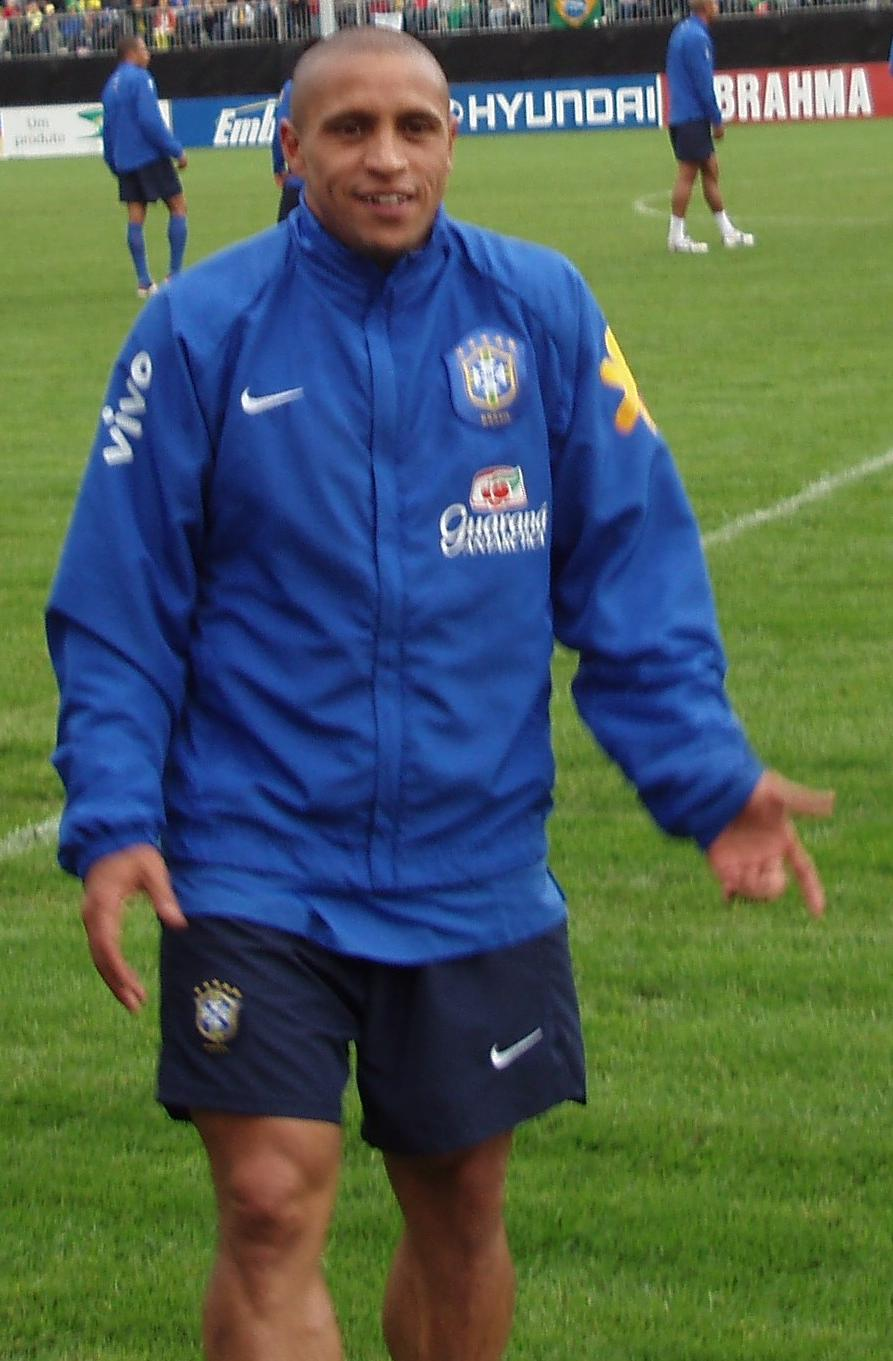
ブラジル代表でトレーニング中のロベルト・カルロス

1998 FIFAワールドカップフランス大会では7試合全試合に出場した。2002 FIFAワールドカップ南米予選ではパラグアイ代表のゴールキーパーホセ・ルイス・チラベルトから顔に唾を吐きかけられた。チラベルトはこの件で国際サッカー連盟から3試合出場停止処分を受けたが、この行為に至った経緯に人種差別発言があったことを示していた。本大会ではグループリーグのコスタリカ戦を除く6試合に出場。グループリーグの中国戦ではフリーキックから得点を決める等、ブラジルの5度目の世界制覇に貢献した（当時のフォーメーションは 3-5-2 でポジションはウイングバック）。
2006年のFIFAワールドカップドイツ大会の準々決勝のフランス戦の敗退を最後に代表から引退した。その後、コリンチャンスへ移籍した2010年1月、ヘジ・グローボで2010年ワールドカップへの出場希望を述べた。

### 引退後

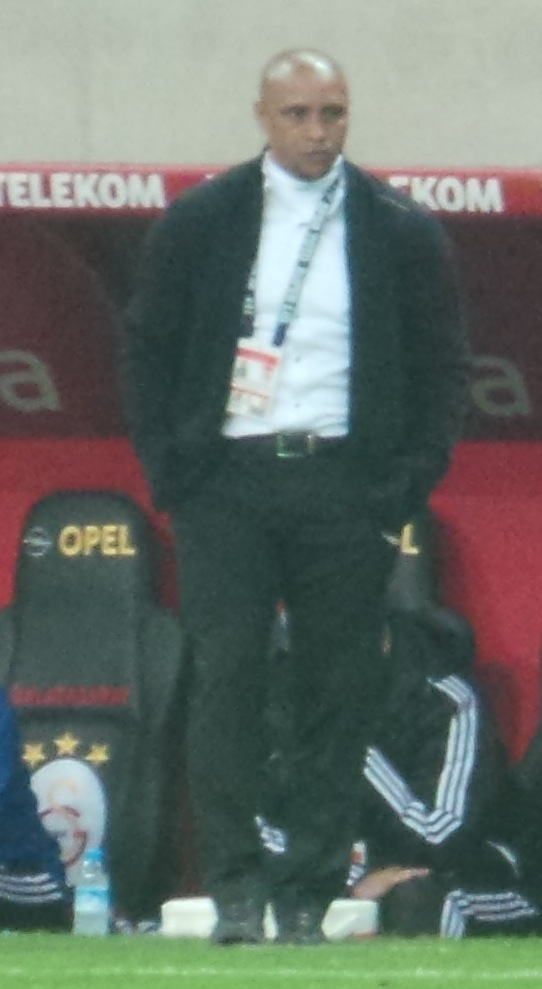
スィヴァススポルで指揮を執るロベルト・カルロス

引退した翌年の2013年6月、トルコリーグのスィヴァススポルの監督に就任した。
スィヴァススポルでの1年目は5位と好成績を収めたが、2年目は降格圏に低迷し、2014年12月21日に辞任した。
2015年1月、トルコリーグのアクヒサル・ベレディイエスポルの監督に就任。同年7月にインド・スーパーリーグのデリー・ディナモスFCで選手兼任監督として現役復帰することが発表された。2015年のシーズン終了後に退任。
2016年1月、同じインド・スーパーリーグのムンバイ・シティFCの監督就任も噂されたが、レアル・マドリードのアジア大使兼下部組織のコーチ、レアル・マドリードTVの解説者として約9年ぶりに古巣復帰を果たした。

## プレースタイル
filho do vento（風小僧）の異名を持つ快速を活かし、ラウル・ゴンサレスから｢DFの仮面を被ったFWだ｣と評された攻撃的サイドバック。レアル・マドリード時代の2005-06シーズンのフィットネステストで、当時32歳にして持久走のタイムがチームトップであり、100m走も10秒9と唯一の10秒台でトップであった。短距離、中距離、長距離のどの走力においてもトップレベルであることから、1人のスプリンターとして「究極のアスリート」と呼ばれることがある。
ドリブルやパスも非常に上手く、アウトサイドに引っ掛けたスライス系のシュートを得意としている。独特の長い助走から「悪魔の左足」と評される左足から繰り出す強烈なフリーキックを代名詞としており、時速140kmを超えるシュートは「凶器の弾丸」と呼ばれている。有名なゴールには1997年6月3日､トゥルノワ･ド･フランス（フランスＷ杯の前年に行われた仏独自のプレＷ杯親善大会で､仏、イングランド、イタリア、ブラジルが出場。現在はコンフェデ杯がプレＷ杯公式大会）フランス戦でのフリーキックなどが挙げられる。ゴール前約35mの地点から、長い助走から左足で放たれたシュートは、ボールが一旦右に行った後、左方向に鋭くカーブして、ゴールポストに当たり、入った。仏代表GKバルテズは一歩も動けなかった。このフリーキックは秒速30m程度と推定され、回転数が少ないことからボールの中心近くからインステップ気味のアウトサイドキックで蹴ったものと思われる。フランスの物理学者たちは、まるで物理学を無視するかのようなこのフリーキックを一丸となって解明しようとし、2010年、遂に数学的に解明した(35m程度のゴールまでの十分な距離があることと十分な力でボールを蹴ること、この2条件を満たすことが出来れば、このらせん形の軌道を実現出来ると証明)。
そのプレースタイルは、かつて3度FIFAワールドカップに出場した元ブラジル代表のブランコに最も影響を受けたとされており、ロベルト・カルロス本人も歴代最高のサイドバックとしてブランコの名前を挙げている。

## エピソード
- ロベルト・カルロスという名前は、彼の父親が歌手のロベルト・カルロス（英語版）から拝借した。歌手のロベルトもその事には、大いに感謝している。
- 奔放な女性関係で知られ、最初の妻・アレクサンドラ元夫人との間には2子と養子1人を儲けている。2009年に再婚した理学療法士のマリアナ夫人との間にも2子を儲けているが、他にも関係を持った4人の女性との間に4人の子供がおり、養子を含めて計9人の子供がいることを明かしている[24][25]。
- クラブ、代表で長年プレーしたロナウドとは大の親友同士であり、1998年のFIFAワールドカップ大会中にロナウドが胃痙攣を起こして倒れた際にルームメイトだったロベルト・カルロスが通報したことが明かされている[26]。
- 2005年6月24日、ブラジル南東部のベロオリゾンテにて彼の乗った車が銃を持った2人組に襲われるというトラブルに見舞われた。その時彼は偶然にも携帯電話にて生放送のラジオ番組に出演中であり、彼の悲鳴や強盗が窓を叩く音が生中継された。
- 現役時代には引退後は競走馬の育成をするのが夢だと語っていた。現在の副業はクラレンス・セードルフと共同でのバイクチームの運営である。
- プライベートでは福祉活動にも精力的で、地元ブラジルのサンパウロ州アララス市には彼の寄付で建てられた保育園がある。
- マドリード退団の際には非常に名残惜しそうにしており、その後もレアル・マドリードが望むのであれば無給で復帰すると話した[27]。
- スパイクは長らくアンブロのスパイクを履くことが多かったが、World Stars 対 Iranian Starsのチャリティーマッチでは、ミズノのモレリアを着用していたこともある。
- 2018年、日本フットサル連盟の要請に応じて来日、大阪市中央体育館で開催されたFリーグ（日本フットサルリーグ）の試合に出場した（9月8日のエキシビションマッチ、および9月9日の公式戦「Fリーグ選抜対ヴォスクオーレ仙台」の計2試合）[28]。9日の公式戦への出場にあたってはFIFAおよびJFAの正式な手続きでFリーグ選抜へ選手登録した。背番号は3。この試合でロベルト・カルロスは前半15分と後半10分にゴールを決め、2対1でのFリーグ選抜の勝利に貢献[29]。特に2点目のゴールは浮き球のパスを右足のジャンピングボレーで決めたもので、本人も「（右足でのゴールは）26年間のキャリアでふたつ目」と語った[28]。なおこの試合でロベルト・カルロスは、それまで甲斐修侍が持っていたFリーグの歴代最年長試合出場、歴代最年長ゴールの記録を更新した（45歳と152日）[28]。その後、最年長試合出場は金山友紀により更新されたが、最年長ゴールの記録は2023年7月現在、まだ破られていない。

## 個人成績

### サッカー
| クラブ成績         | クラブ成績 | クラブ成績 | クラブ成績 | クラブ成績 | クラブ成績 | クラブ成績 | クラブ成績 | クラブ成績 | クラブ成績 |
| クラブ             | シーズン   | 国内リーグ | 国内リーグ | 国内カップ | 国内カップ | 欧州カップ | 欧州カップ | 通算       | 通算       |
| クラブ             | シーズン   | 出場       | 得点       | 出場       | 得点       | 出場       | 得点       | 出場       | 得点       |
| ------------------ | ---------- | ---------- | ---------- | ---------- | ---------- | ---------- | ---------- | ---------- | ---------- |
| パルメイラス       | 1993       | 20         | 1          | 5          | 0          | 0          | 0          | 32         | 1          |
| パルメイラス       | 1994       | 24         | 2          | 3          | 0          | 6          | 1          | 33         | 3          |
| パルメイラス       | 1995       | 0          | 0          | 4          | 1          | 9          | 3          | 13         | 4          |
| パルメイラス       | 通算       | 44         | 3          | 12         | 1          | 15         | 4          | 78         | 8          |
| インテル・ミラノ   | 1995-96    | 30         | 5          | 2          | 1          | 2          | 1          | 34         | 7          |
| インテル・ミラノ   | 通算       | 30         | 5          | 2          | 1          | 2          | 1          | 34         | 7          |
| レアル・マドリード | 1996-97    | 37         | 5          | 5          | 0          | 0          | 0          | 42         | 5          |
| レアル・マドリード | 1997-98    | 35         | 4          | 1          | 1          | 9          | 2          | 45         | 7          |
| レアル・マドリード | 1998-99    | 35         | 5          | 4          | 0          | 8          | 0          | 47         | 5          |
| レアル・マドリード | 1999-00    | 35         | 4          | 3          | 0          | 17         | 4          | 55         | 8          |
| レアル・マドリード | 2000-01    | 36         | 5          | 0          | 0          | 14         | 4          | 50         | 9          |
| レアル・マドリード | 2001-02    | 31         | 3          | 6          | 1          | 13         | 2          | 50         | 6          |
| レアル・マドリード | 2002-03    | 37         | 5          | 1          | 0          | 15         | 1          | 53         | 6          |
| レアル・マドリード | 2003-04    | 32         | 5          | 7          | 1          | 8          | 2          | 47         | 8          |
| レアル・マドリード | 2004-05    | 34         | 3          | 2          | 0          | 10         | 1          | 46         | 4          |
| レアル・マドリード | 2005-06    | 35         | 5          | 3          | 1          | 7          | 0          | 45         | 6          |
| レアル・マドリード | 2006-07    | 23         | 3          | 1          | 0          | 8          | 0          | 32         | 3          |
| レアル・マドリード | 通算       | 370        | 47         | 33         | 4          | 109        | 16         | 512        | 67         |
| フェネルバフチェ   | 2007-08    | 22         | 2          | 3          | 0          | 9          | 0          | 34         | 2          |
| フェネルバフチェ   | 2008-09    | 32         | 4          | 8          | 2          | 10         | 1          | 50         | 7          |
| フェネルバフチェ   | 2009-10    | 11         | 0          | 0          | 0          | 8          | 1          | 19         | 1          |
| フェネルバフチェ   | 通算       | 65         | 6          | 11         | 2          | 27         | 2          | 103        | 10         |
| コリンチャンス     | 2010       | 35         | 1          | 0          | 0          | 8          | 0          | 57         | 4          |
| コリンチャンス     | 2011       | 0          | 0          | 0          | 0          | 1          | 0          | 4          | 1          |
| コリンチャンス     | 通算       | 35         | 1          | 0          | 0          | 9          | 0          | 61         | 5          |
| アンジ・マハチカラ | 2011-12    | 29         | 4          | 3          | 1          | 0          | 0          | 32         | 5          |
| アンジ・マハチカラ | 通算       | 29         | 4          | 3          | 1          | 0          | 0          | 32         | 5          |
| デリー・ディナモス | 2015       | 2          | 0          | 0          | 0          | 0          | 0          | 2          | 0          |
| デリー・ディナモス | 通算       | 2          | 0          | 0          | 0          | 0          | 0          | 2          | 0          |
| 総通算             | 総通算     | 573        | 66         | 61         | 9          | 162        | 23         | 820        | 102        |

| 代表成績 | 代表成績 | 代表成績 |
| 年度     | 出場     | 得点     |
| -------- | -------- | -------- |
| 1992     | 7        | 0        |
| 1993     | 5        | 0        |
| 1994     | 7        | 0        |
| 1995     | 13       | 1        |
| 1996     | 4        | 0        |
| 1997     | 18       | 2        |
| 1998     | 10       | 0        |
| 1999     | 13       | 2        |
| 2000     | 9        | 0        |
| 2001     | 7        | 1        |
| 2002     | 11       | 1        |
| 2003     | 5        | 1        |
| 2004     | 12       | 0        |
| 2005     | 9        | 3        |
| 2006     | 6        | 0        |
| 総通算   | 125      | 11       |

### フットサル
| 国内大会個人成績 | 国内大会個人成績 | 国内大会個人成績 | 国内大会個人成績 | 国内大会個人成績 | 国内大会個人成績 | 国内大会個人成績 | 国内大会個人成績 | 国内大会個人成績 | 国内大会個人成績 | 国内大会個人成績 | 国内大会個人成績 |
| 年度             | クラブ           | 背番号           | リーグ           | リーグ戦         | リーグ戦         | リーグ杯         | リーグ杯         | オープン杯       | オープン杯       | 期間通算         | 期間通算         |
| 年度             | クラブ           | 背番号           | リーグ           | 出場             | 得点             | 出場             | 得点             | 出場             | 得点             | 出場             | 得点             |
| 日本             | 日本             | 日本             | 日本             | リーグ戦         | リーグ戦         | オーシャン杯     | オーシャン杯     | 全日本選手権     | 全日本選手権     | 期間通算         | 期間通算         |
| ---------------- | ---------------- | ---------------- | ---------------- | ---------------- | ---------------- | ---------------- | ---------------- | ---------------- | ---------------- | ---------------- | ---------------- |
| 2018-19          | Fリーグ選抜      | 3                | Fリーグ          | 1                | 2                |                  |                  |                  |                  | 1                | 2                |
| 通算             | 日本             | 日本             | Fリーグ          | 1                | 2                |                  |                  |                  |                  | 1                | 2                |
| 総通算           | 総通算           | 総通算           | 総通算           | 1                | 2                |                  |                  |                  |                  | 1                | 2                |

## 代表歴

### 出場大会
- ブラジル代表
  - 1998 FIFAワールドカップ
  - 2002 FIFAワールドカップ
  - 2006 FIFAワールドカップ

### 試合数
- 国際Aマッチ 125試合 10得点（1992年-2006年）[31]

| ブラジル代表 | 国際Aマッチ | 国際Aマッチ |
| 年           | 出場        | 得点        |
| ------------ | ----------- | ----------- |
| 1992         | 7           | 0           |
| 1993         | 5           | 0           |
| 1994         | 0           | 0           |
| 1995         | 13          | 1           |
| 1996         | 0           | 0           |
| 1997         | 18          | 1           |
| 1998         | 10          | 0           |
| 1999         | 13          | 2           |
| 2000         | 9           | 0           |
| 2001         | 7           | 1           |
| 2002         | 11          | 1           |
| 2003         | 5           | 1           |
| 2004         | 12          | 0           |
| 2005         | 9           | 3           |
| 2006         | 6           | 0           |
| 通算         | 125         | 10          |

## タイトル

### クラブ
パルメイラス
- セリエA：1993, 1994
- サンパウロ州選手権：1993, 1994
- リオ-サンパウロトーナメント：1993

レアル・マドリード
- プリメーラ・ディビシオン：1996-97, 2000-01, 2002-03, 2006-07
- スーペルコパ・デ・エスパーニャ：1997, 2001, 2003
- UEFAチャンピオンズリーグ：1997-98, 1999-00, 2001-02
- トヨタカップ：1998, 2002
- UEFAスーパーカップ：2002

フェネルバフチェSK
- トルコスーパーカップ：2007, 2009

### ブラジル代表
- オリンピック：銅メダル 1996
- コパ・アメリカ：1997, 1999
- FIFAコンフェデレーションズカップ：1997
- FIFAワールドカップ：2002

### 個人
- FIFAワールドカップベストイレブン：1998, 2002
- 20世紀の偉大なサッカー選手100人：64位 1999
- UEFA最優秀DF賞：2001-02, 2002-03
- UEFAチーム・オブ・ザ・イヤー：2002, 2003
- FIFA 100：2004
- ゴールデンフット賞：2008
- ブラジル全国選手権ベストイレブン：2010

## メディア

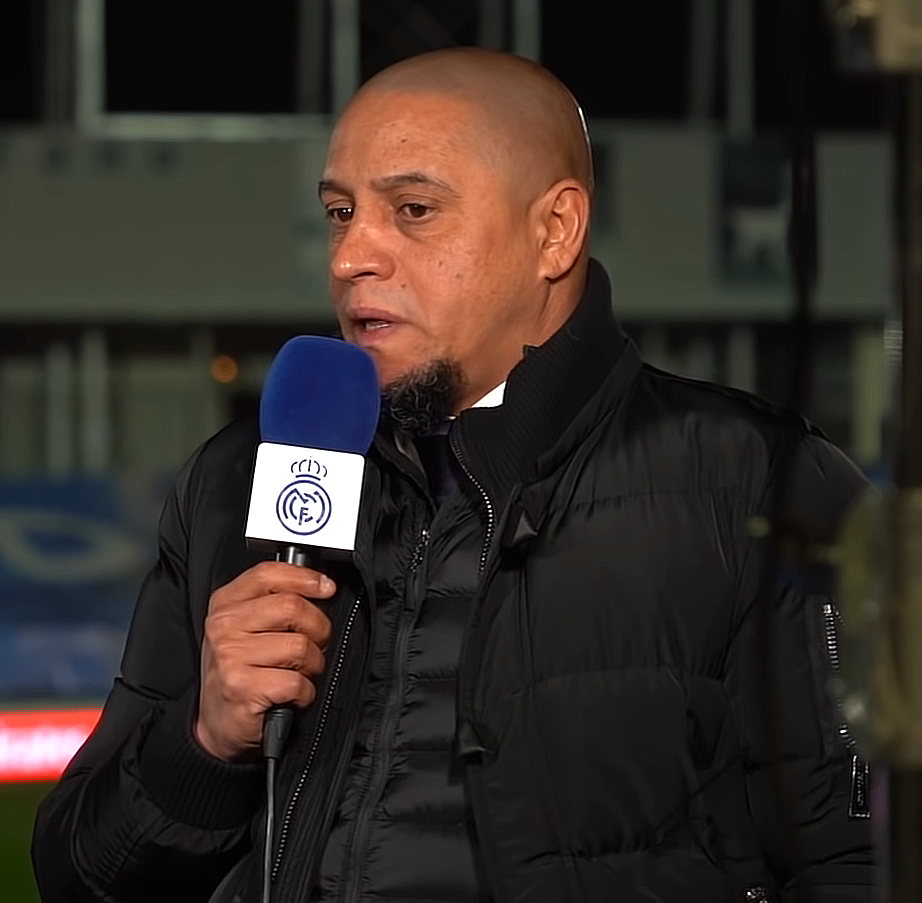
2021年、レアル・マドリードTVのインタビューで話すロベルト・カルロス

アメリカのスポーツ用品メーカーであるナイキのコマーシャルに出演している。1998年、ロナウドやロマーリオと共に、1998年ワールドカップに向けた空港を舞台にしたナイキのコマーシャルに出演した。また、2002年ワールドカップ直前には、テリー・ギリアム監督のナイキ広告キャンペーン「シークレット・トーナメント」（ブランド名「スコピオンKO」）に出演し、ロナウド、ティエリ・アンリ、フランチェスコ・トッティ、ロナウジーニョ、ルイス・フィーゴ、中田英寿と共演した。元選手のエリック・カントナが審判として登場した。
ペプシのコマーシャルにも出演しており、2002年ワールドカップのペプシの広告では、デビッド・ベッカム、ラウル・ゴンザレス、ジャンルイジ・ブッフォンと共に相撲選手と対戦しています。
EAスポーツのビデオゲームシリーズであるFIFAにも登場し、FIFA サッカー2003の表紙にマンチェスター・ユナイテッドのライアン・ギグスとユヴェントスのエドガー・ダーヴィッツと共に選ばれた。 また、FIFA 15のUltimate Team Legendsにも登場した。 2015年、KONAMIのビデオゲームシリーズであるPro Evolution Soccer 2016の新たなmyClub Legendsの一人として登場した。
2016年、世界中の選手とコーチをつなぐソフトウェア「Ginga Scout」を立ち上げました。 2018年4月、モロッコの2026 FIFAワールドカップ招致を支援する大使に任命された。
2022年6月、ロナウジーニョと共にマイアミで開催された、現役および引退選手を含む親善試合「The Beautiful Game by R10 and RC3」の共同司会を務めた。ロベルト・カルロスのチームは試合を12-10で勝利した。2023年6月23日にはオーランドで再戦が行われたが、試合時間後に雨とピッチ侵入があったため約1時間で中止された。 2試合目はロナウジーニョのチームが4-3で勝利した。